# フリーフォント
フリーフォントとは、利用許諾契約またはライセンスで無償使用を許可するフォント（とりわけデジタル・フォント）である。これらは概ねフリーウェアであり、プロプライエタリなフォント、または販売や商用利用を禁ずるものも含む。フォントの利用条件がGPLなどの自由ソフトウェアライセンスもしくはオープンソースライセンスの場合、「フリーソフトウェア・フォント」（英: Free software typefaces, フリーソフトウェア書体）もしくは「オープンソース・フォント」と呼び、まとめてオープンフォント(Open Fonts)と呼ぶこともある。ただし通常「オープンフォント」といえば「OpenTypeフォント」を指す場合が多い。また「フリーソフトウェア・フォント」のみを指してフリーフォント（"Free Font"）と呼ぶ場合もある（英語圏ではこちらのケースが多い）。この場合は「（商用利用や改変、頒布の）自由な利用を許可するフォント」の意味である。またFOSSとの類推で、"libre font"（仏: font libre, 「自由フォント」）や"libre typeface"（自由書体）という語が使われる場合もある。

## 言語とフリーフォント
欧文では多種多様なフリーフォントが製作されており使用の環境も整えられているためよく利用されている。欧文フォントにはフォントファイルの容量が小さいという特徴があり、WEBサイトなどでは画像に代えてフォントを用いていることも多い。
日本語のフォントは作成のために多くの知識が必要となる。また、その字種が多いために作成するのに時間や費用が多くかかる。特にフリーフォントの場合、昨今の商用フォントと違い全文字を手作業で作る場合が多いため、JIS X 0208やJIS X 0212、JIS X 0213をすべて網羅するフォントは数が少ない。

## フリーフォントの種類
以下のようなフリーフォントが作られている。
既存フォントの代替フォント
ポケットコンピュータや商用OSなどの標準のフォントが見難いために代替のビットマップフォントが作られた。美咲フォント（恵梨沙フォントの代替）や小夏フォント（Haruフォントの代替）など。のちにアウトラインフォント化されたものもある。
旧Mac系(MacOS 8.1以前)
足りない文字はOsakaから補完されることを前提としている。へた字フォントやダサ字フォントなど手書き風フォントが多く、全てが丸漢ファイル形式のビットマップフォントであった。のちにアウトラインフォント化されたものもある。
Unix・Linux系
UnixやLinuxのフォントのために開発されている。初期はXやTeX用のBDF形式のビットマップフォントが開発されたが、最近はデスクトップで使うためのアウトラインフォントが開発されている。古くはK14に始まり、東風フォント、さざなみフォント、VLゴシックなどがある。多くがオープンソースライセンスを採用している。
研究系
研究のために開発されている。グリフの合成や自動生成、多くの文字への対応などを目指す。和田研フォント、GT書体、花園フォントなどがある。
AA用フォント
初期はWindows以外で2ちゃんねるを見るために開発されたが、後に綺麗なフォントで2ちゃんねるを見たいという理由も加わった。モナーフォントやIPAモナーフォントなど。
模倣・再現フォント
特定の用途で用いられているが、フォントデータとして存在しない書体を再現したもの。趣味用途に用いられることが多い。GD-高速道路ゴシックJAや国鉄方向幕書体・機械彫刻用標準書体フォントなど。
著作権の無いフォント（パブリックドメイン・フォント）
著作権の切れたフォント、もしくは著作権の発生しないフォント。GL-Tsukiji-*、GlyphWikiなど。
合成フォント
複数のフォントをFontForgeなどで調整・合成したフォント。英数やカナを好みのものに入れ替えたり、足りないグリフを他のフォントで補うために行われている。UmePlusやSystema、Koruriなど。
趣味など
フォントを作成するデザイナーが一部のデザインフォントをフリーで公開しているものなど。
また、既存のビットマップフォントをpotraceなどでトレースし、アウトラインフォント化されることがある。

## データの公開について
フォントは、スプライン曲線（ベジェ曲線）の頂点（制御点）情報並びにグラフ情報のデータ集合であるグリフや、フォントヒンティング・プログラムなどを内包するバイナリである。フリーフォントにはそのソースコードに当たる情報（たとえばグリフ・データなど）が公開されない場合もある。しかしながらフォントのライセンスがオープンソースライセンスや自由ソフトウェアライセンスの場合、ソースコードが公開されている。ライセンスによっては、受領者から要求された場合、ライセンシーはコードを公開しなければならない。一例を挙げると、Linux Libertineというフォントはウィキペディアのロゴに採用されているフォントであり、GPLとOFLのデュアルライセンスで使用が許可されている。これはライセンシーにGPLでの利用も許諾していることに相当するため、フォントの改変や二次的著作物の作成を可能な状態にしなければならず、事実、同フォントのプロジェクトでは、フォントのソースコードに当たる「スプライン・フォント・データベース」（Spline Font Database, SFDファイル）を公衆に公開している。その他さざなみフォントや花園フォント、Ubuntu-Titleではソースコードにあたるデータが公開されている。

## 歴史
- 1986年 Fontographerが発売され、フォントの作成が可能となる
- 1987年 橘浩志によりK14フォントが作られる[7]
- 1990年4月 東京大学の和田英一により和田研漢字分科会が発足、和田研フォントの開発が開始[8]
- 1992年3月 和田研漢字分科会が終了[8]
- 1995年 振興会産学共同研究支援事業として「人文系多国語テクスト・プロセシング・システムの構築に関する研究」が発足、GT書体の開発が開始される
- 1995年 マイクロソフトによりWindows 95が発売され、外字エディタが標準搭載される
- 1996年 日本学術振興会未来開拓学術研究推進事業として「マルチメディア通信システムにおける多国語処理研究プロジェクト」 が発足、GT書体の開発が引き継がれる
- 1996年4月 シェアウェアのTTEditが発売され、Windowsでの安価なフォントの開発ができるようになる
- 1998年10月? 高野琢巳により古いMac用フォント（丸漢ファイル）をMacOS8.5以上に対応させるフリーソフト へたダサヘルパーが公開される。名前はへた字フォントおよびダサ字フォントから取られている。
- 2000年1月 JIS X 0213の規格が規定され、これによりJIS X 0213対応のフリーフォントの需要が高まり、複数のフリーフォントの開発が始まる[9]
- 2000年10月 フリーのフォント開発ツールであるPfaEdit（現在のFontForge）が公開される
- 2000年11月 東風フォントの開発が開始される
- 2001年ごろ 東雲フォントを基にMS P ゴシック 12px幅互換にしたアスキーアート用のフォントであるモナーフォントが作られる
- 2001年 「マルチメディア通信システムにおける多国語処理研究プロジェクト」が終了、東京大学多国語処理研究会が設置されGT書体の開発が継続される
- 2002年ごろ M+ FONTSの開発が開始される
- 2003年 情報処理推進機構(IPA)によってIPAフォントが公開される
- 2003年10月 渡邊フォントが基にしていたLABO System 123に含まれるフォントが商用フォントに酷似していたことが発覚し、渡邊フォントを基に開発されていた東風フォントの公開が停止し、採用していたLinuxディストリビューションに多大な影響を与える。代替フォントとしてElectronic Font Open Laboratoryによって和田研フォントを基に東風フォント代用品の開発が開始される
- 2004年2月 JIS X 0213が改正されJIS X 0213:2004となり、各フォントの改修が求められるようになる
- 2004年5月19日 和田研フォントキットのCommon Lisp移植版(CLWFK)が公開される[10]
- 2004年6月18日 東風フォント代用品からさざなみフォントに改名される
- 2004年6月29日 さざなみフォント最後のリリース
- 2005年2月9日 pumpCurryによってGD-高速道路ゴシックJAの開発が開始される。
- 2005年4月30日 IPAフォントをMSフォント幅互換にしたIPAモナーフォントが作られる
- 2006年ごろ 蓬莱和多流により梅フォントの開発が開始される
- 2006年 Project Vineの鈴木大輔を中心にM+ FONTSに足りないグリフを足したVLゴシックの開発が開始される。
- 2006年10月3日 内海により梅フォントとM+ FONTSを合成したフォントであるUmePlusがリリースされる。後にMandrivaやその派生ディストリビューションであるPCLinuxOSなどの標準日本語フォントに採用される。また、RPGツクールVXにも使われた[11]。
- 2007年6月29日 GlyphWikiによって開発されている花園フォントがリリースされる
- 2008年11月9日 梅フォントが花園フォントのグリフを取り入れるようになる
- 2009年3月17日 花園フォントがUnicodeのCJK統合漢字拡張Cに対応
- 2009年4月20日 情報処理推進機構(IPA)によって配布されているIPAフォントがオープンソースライセンスで配布されるようになる
- 2009年5月7日 梅フォントがさざなみフォント由来のグリフを無くし、修正BSDライセンスからmplus Font Licenseとなる
- 2010年9月13日 モトヤLシーダ3 等幅 と モトヤLマルベリ3 等幅 がApache License 2.0としてAndroidのリポジトリにコミットされる
- 2012年3月10日 「フォントな」によりM+ FONTSを合成したフォントであるやさしさゴシックがリリースされる。

## フリーフォント一覧

### 日本語
- 明朝体
  - IPA明朝（IPA明朝はJIS X 0213を網羅、IPAmj明朝は異体字セレクタのうち汎用電子コレクションに対応）
  - IPAモナー明朝（JIS X 0208のJIS90字体に対応）
  - Oradano明朝フォント（活版印刷の活字をアウトライン化したデザイン）リンク
  - XANO明朝
  - 和田研細明朝体
  - さざなみ明朝
  - 花園明朝（漢字のみ。UnicodeのURO/互換文字（JIS第一水準-第四水準・補助漢字を含む）およびCJK統合漢字拡張A-E対応、異体字セレクタのうちAdobe-Japan1コレクションを網羅）
  - 梅明朝
  - 戸越明朝
  - 東雲明朝（12/14/16pxビットマップフォント）
  - Kappa 20dot Fonts（20pxビットマップフォント）
  - 美咲明朝（8pxビットマップフォント）
  - FS明朝
  - K14（14pxビットマップフォント）
  - K14-2000（14pxビットマップフォント）
  - K14-2004（14pxビットマップフォント）
  - K12-2000（12pxビットマップフォント）
  - Ayu 18ドット明朝（18pxビットマップフォント）
  - ナガみん10（10pxビットマップフォント）
  - 出水明朝（16pxビットマップフォント）
  - 出島明朝
  - GL-Tsukiji-Shogo（ひらがな・カタカナのみ）
  - GL-Tsukiji-2go（ひらがな・カタカナのみ）
  - GL-Tsukiji-3go（ひらがな・カタカナのみ）
  - GL-Tsukiji-4go（ひらがな・カタカナのみ）
  - GL-Tsukiji-5go（ひらがな・カタカナのみ）
  - GT書体（JIS X 0208のJIS90字体に対応）
  - Tフォント（JIS X 0208のJIS90字体に対応）
  - 築竹假名
  - 蕨12（12pxビットマップフォント）
  - 道玄坂16（16pxビットマップフォント）
  - 道玄坂12（12pxビットマップフォント）
  - 神楽坂16（16pxビットマップフォント）
  - 神楽坂12（12pxビットマップフォント）
  - 日比谷24（24pxビットマップフォント）
  - 日比谷32（32pxビットマップフォント）
  - 40dot漢字font（40pxビットマップフォント）
  - 48dot漢字font（48pxビットマップフォント）
  - 新 JIS ドラフトフォント（14/16pxビットマップフォント）
  - みきフォント Mincho（10/12/14/16/18/20/24/28pxビットマップフォント）
  - さわらび明朝
  - はんなり明朝（OpenTypeフォント）
  - Google Fonts
- ゴシック体
  - IPAゴシック（JIS X 0213を網羅）
  - IPAモナーゴシック（JIS X 0208のJIS90字体に対応）
  - Droid Sans Japanese、Droid Sans Fallback
  - 和田研中角ゴシック体
  - M+ OUTLINE FONTS
  - M+ BITMAP FONTS（10/12pxビットマップフォント）
  - さざなみゴシック
  - VLゴシック（JIS X 0208のJIS90字体に対応、JIS X 0212にも対応）
  - 梅ゴシック
  - 戸越ゴシック
  - 東雲ゴシック（12/14/16pxビットマップフォント）
  - モナーフォント（12pxビットマップフォント）
  - 美咲ゴシック（8pxビットマップフォント）
  - FSゴシック
  - Tフォント（JIS X 0208のJIS90字体に対応）
  - Ayu 18ドットゴシック（18pxビットマップフォント）
  - Ayu 20ドットゴシック（20pxビットマップフォント）
  - ナガ10（10pxビットマップフォント）
  - 出水ゴシック（16pxビットマップフォント）
  - さわらびゴシック
  - jiskan16（16pxビットマップフォント）
  - jiskan16-1978（16pxビットマップフォント）
  - jiskan16-1983（16pxビットマップフォント）
  - jiskan16-1990（16pxビットマップフォント）
  - jiskan16-1997（16pxビットマップフォント）
  - jiskan16-2000（16pxビットマップフォント）
  - jiskano16-1997（16pxビットマップフォント）
  - jisksp16-1990（16pxビットマップフォント）
  - jiskan24（24pxビットマップフォント）
  - jiskan24-2000（24pxビットマップフォント）
  - jiskan24-2004（24pxビットマップフォント）
  - jisksp40（40pxビットマップフォント）
  - Habian2000（16pxビットマップフォント）
  - 要町フォント（12pxビットマップフォント）
  - 要町-改（12pxビットマップフォント）
  - ほげほげゴシックフォント
  - 小夏フォント
  - 国鉄方向幕書体
  - GD-高速道路ゴシックJA
  - 小伝馬町16（柔らかいカタカナ版/幾何学的カタカナ版。16pxビットマップフォント）
  - 小伝馬町12（柔らかいカタカナ版/幾何学的カタカナ版/小かな。12pxビットマップフォント）
  - milkjf（16pxビットマップフォント）
  - 川崎font（32pxビットマップフォント）
  - みきフォント Gothic（10/12/14/16/18/20/24/28pxビットマップフォント）
  - モトヤLシーダ3 等幅（小杉ゴシック）
  - やさしさゴシック
  - フロップデザインフォント
  - Koruri
  - Google Fonts
- 丸ゴシック体
  - 和田研細丸ゴシック体
  - 和田研細丸ゴシック200x（JIS X 0213に対応、JIS90・JIS2004の両方の字体に対応するものがあり、ARIB外字や携帯電話の絵文字にも対応）
  - ナガまる10（10pxビットマップフォント）
  - 花園丸ゴシック（仮称）フォント試作品（漢字のみ）
  - 秋葉原16（16pxビットマップフォント）
  - 芦屋font（24pxビットマップフォント）
  - モトヤLマルベリ3 等幅（小杉丸ゴシック）
  - 機械彫刻用標準書体フォント
- 丸文字
  - みかちゃん
  - 東雲フォント丸文字（12pxビットマップフォント）
  - まるもじフォント（14/16/18pxビットマップフォント）
  - MIRACLE MOON（ひらがなのみ。白抜きあり）
- 教科書体
  - 漢字の筆順のフォント
  - 出水教科書体（16pxビットマップフォント）
  - 梅明朝S
  - 梅ゴシックS
  - 人形町16（16pxビットマップフォント）
- 隷書体
  - 八丁堀16（16pxビットマップフォント）
- 手書き風
  - きろ字
  - 私たん
  - ふい字
  - まきばフォント
  - おひさまフォント
  - あんずもじ
  - あくあフォント
  - みきゆフォント|みきゆFONT ひらがな（ひらがなのみ）
  - みきゆフォント くれよん2（英数、ひらがな、カタカナ、記号のみ）
  - みきゆフォント ハニーキャンディー（英数、ひらがな、カタカナ、記号のみ）
  - えるまーフォント
  - アームド・レモン
  - アームド・バナナ
  - 70:ウナオジャポン
  - 70:新ウナオジャポン プロ
  - 70:はばたきフォント
  - 70:昭和ノスタルジイ
  - 70:ぐるぐるふでもじ（ひらがなのみ）
  - れいこフォント
  - ほにゃ字
  - にくきゅう（英数、ひらがな、カタカナ、半カナ、記号等のみ）
  - ぶーちゃんもじ
  - ぷちくまふぉんと
  - あずきフォント
  - うずらフォント
  - ぱうフォント for HandEra（16pxビットマップフォント）
  - Sフォント（12pxビットマップフォント）
  - S8フォント（8pxビットマップフォント）
  - SSフォント（10pxビットマップフォント）
  - へた字 16ドット for X Window System（16pxビットマップフォント）
  - KFひま字
  - KFひま字細
  - みと字フォント（ビットマップフォント）
  - こどもフォント（英数・ひらがな・カタカナ・一部の漢字のみ）
  - ダサ字
  - ダメ字（ビットマップフォント）
  - へな字（9/10/12/14pxビットマップフォント。i-mode絵文字に対応する「i-へな字」あり）
  - ヘナチョコ文字（ビットマップフォント）
  - インチキ文字（ビットマップフォント）
  - ケロアルファ（ビットマップフォント）
  - ケロベ〜タ（ビットマップフォント）
  - カル字（ビットマップフォント）
  - ひど字（ビットマップフォント）
  - もっとオレ字（ビットマップフォント）
  - ザッツオレ字（ビットマップフォント）
  - PARANOiA (書体)|PARANOiA（ひらがな・カタカナのみ）
  - ホリデイMDJP03
  - ことり文字ふぉんと
  - ちまころん
  - わらべもじK
  - 雑字
  - MTたれ
  - MTたれっぴ
  - えれーなフォント
  - T1号
  - S2GP殴り書き
  - ひろみwin
  - 櫻井幸一フォント
  - あいこフォント（英数・ひらがな・カタカナのみ）
  - はるかフォント（英数・ひらがな・カタカナのみ）
  - りゅうのすけフォント（英数・ひらがな・カタカナのみ）
  - はやおフォント（英数・ひらがな・カタカナのみ）
  - かんなフォント（英数・ひらがな・カタカナのみ）
  - きよしろうフォント（英数・ひらがな・カタカナのみ）
  - あゆむフォント（英数・ひらがな・カタカナのみ）
  - ぷちくま
  - みおフォント（英数・ひらがな・カタカナのみ）
  - りおんフォント（英数・ひらがな・カタカナのみ）
  - 喜々フォント（英数・ひらがな・カタカナのみ）
- ペン字
  - Y.OzFont（JIS X 0213に対応、JIS90とJIS2004の両方の字体に対応）
- 毛筆フォント
  - 青柳衡山フォント
  - Y.OzFont（ちょっとくずした毛筆版/くずしていない毛筆版/ちょっとくずした毛筆アンチックかな版等）
  - みきゆフォント 毛筆体（ひらがな、数字、記号のみ）
  - Tフォント（JIS X 0208のJIS90字体に対応、楷書体）
- アンチック体
  - あらのアンチック（ひらがな・カタカナ・外字のみ）
  - GL-Antique（ひらがな・カタカナ・記号等のみ）
- ファンテール形
  - 兜町16（16pxビットマップフォント）
- 映画の字幕（日本語字幕）風
  - しねきゃぷしょん
  - てあとる16
  - 手書き風映画字幕フォント
- その他
  - 怨霊
  - オバケ（カタカナのみ）
  - GD-TiVangerionJA3（英数・ひらがな・カタカナ・記号のみ）
  - 70:へんたゐかな（変体仮名のみ）
  - どせいさんフォント（英数・ひらがな・カタカナ・記号のみ）
  - ＊Modern Girl＊カタカナフォント（カタカナのみ）
  - ＊Modern Boy＊ひらがなフォント（ひらがなのみ）
  - PETIT LOVE（8pxビットマップフォント。英数・ひらがな・カタカナ・記号のみ）
  - DYNAMITE RAVE（英数・ひらがな・カタカナ・記号のみ）
  - ケアマークフォント（ケアマーク・リサイクルマークのみ）
  - ふづき（ひらがな・変体がな・濁点つきかなのみ）
  - いにしえよりつづくもの（ひらがなのみ）

### 漢字全般
- HAN NOM（CJK統合漢字拡張A、拡張B）
- CJK統合漢字拡張C（英語名指定 : gw061889）（CJK統合漢字拡張C）
- BabelStone Han（CJK統合漢字拡張D）